# Gustave Zédé
Pour les articles homonymes, voir Zédé et Gustave Zédé (sous-marin).
Gustave Zédé (15 février 1825 - 26 avril 1891) est un ingénieur du génie maritime, directeur des constructions navales et inventeur du Gymnote, premier sous-marin torpilleur opérationnel français.

## Biographie

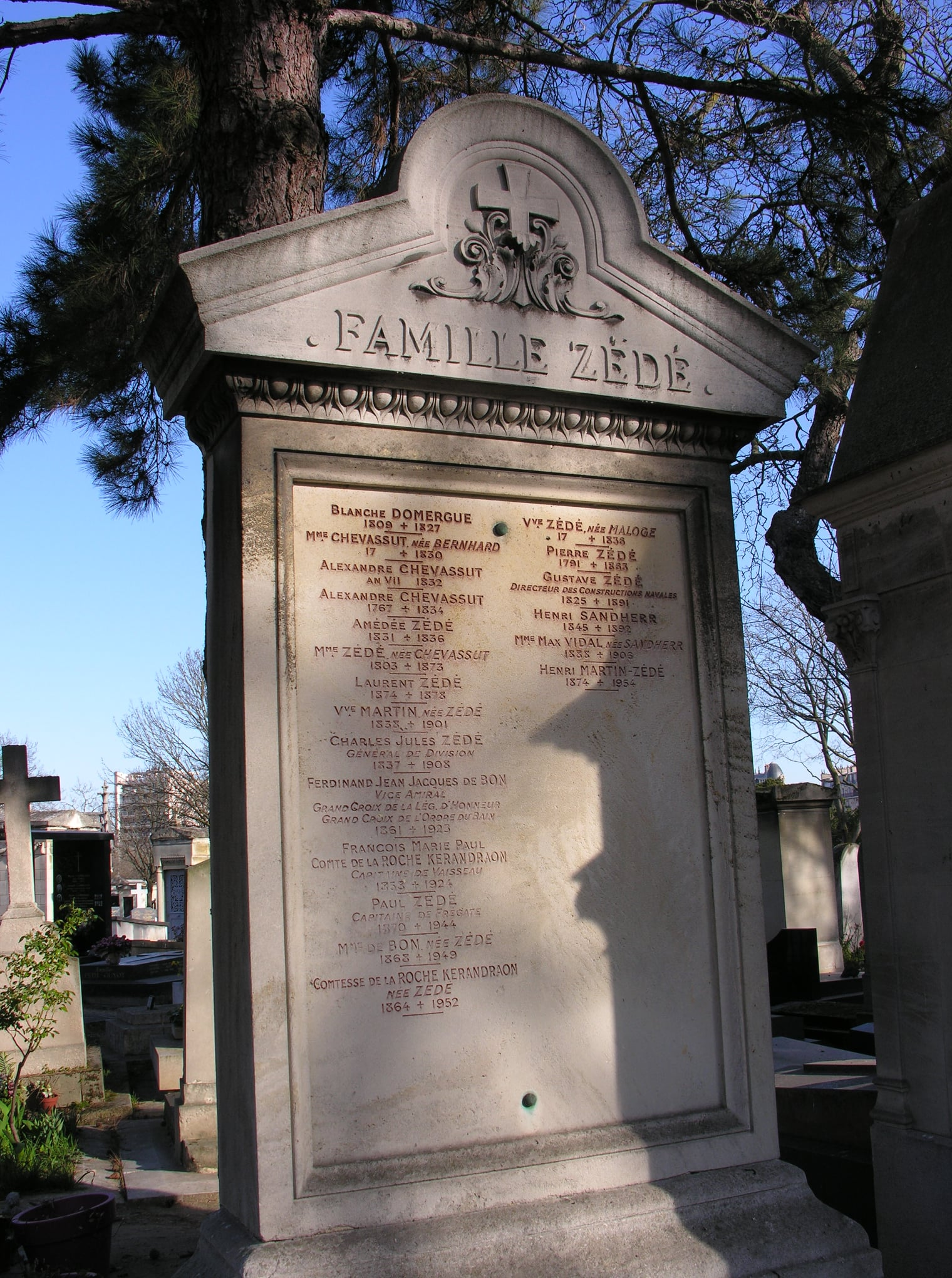
Sépulture au cimetière du Montparnasse.

Gustave Alexandre Zédé est né à Paris (10e ancien) le 15 février 1825. Il est le fils de Pierre-Amédée Zédé. Il est deuxième au concours d'entrée à l'école polytechnique le 1er novembre 1843. Élève à l'école d'application du Génie maritime le 1er octobre 1845, sous-ingénieur de troisième classe le 1er octobre 1847, sous-ingénieur de deuxième classe le 1er décembre 1849 puis sous-ingénieur de première classe le 13 avril 1854, à la direction des constructions navales du deuxième arrondissement maritime à Brest, sous la direction de Joseph Fauveau.
Ingénieur de deuxième classe le 10 janvier 1863, il est chef du premier bureau, constructions navales, à la quatrième direction du matériel, dirigé par Dupuy de Lôme. Il est membre adjoint du comité de l'artillerie de la marine et des colonies, depuis sa création le 9 avril 1864. Il est fait officier de la Légion d'honneur en 1866. Ingénieur de première classe le 1er janvier 1869 il est blessé lors d'une expérience de torpille en 1879. Il est nommé le 1er octobre 1880, directeur des constructions navales. Il fut administrateur de la Société des forges et chantiers de la Méditerranée en 1890.
Il meurt le 26 avril 1891 en son domicile dans le 9e arrondissement de Paris et est inhumé au cimetière du Montparnasse (division 1).

## LeGymnote

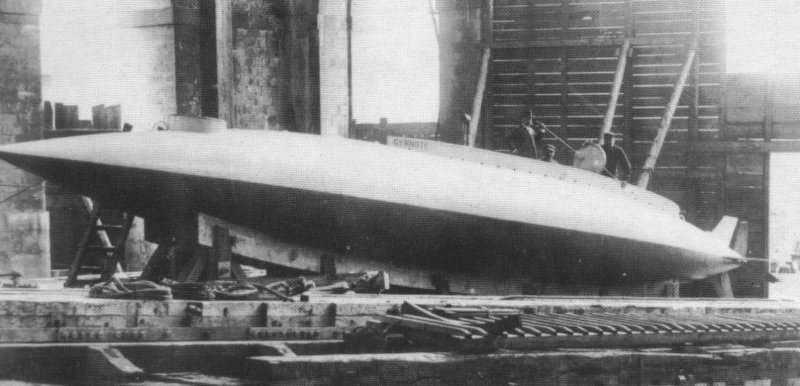
Le sous-marin Gymnote, en 1889.

Le Gymnote est le premier sous-marin inscrit sur la liste de la flotte française, sous le vocable bateau sous-marin, par décision ministérielle du 30 janvier 1888. Il fut construit d'après une idée et les calculs d'Henri Dupuy de Lôme et sur les plans de Gustave Zédé, qui assura sa réalisation. Long de 17 m, manœuvré par un équipage de cinq hommes, il était propulsé par un moteur électrique multipolaire de 60 chevaux créé par Arthur Krebs et alimenté par une batterie Commelin et Desmazures composée de 564 accumulateurs : il atteignait huit nœuds en surface et quatre en plongée.
Les archives du dossier de la Grande chancellerie de la Légion d'honneur établissent que le projet de promotion au grade de commandeur était motivé par l'aboutissement du Gymnote. On relève les échanges de lettres entre les différents cabinets ministériels mettant en avant leurs contingents de croix respectifs, sans qu'aucune décision favorable ait pu être prise avant la mort du récipiendaire putatif.

## Navires nommésGustave Zédé
Le premier Gustave Zédé est un sous-marin lancé en 1893, qui déplaçait 226 t. Initialement nommé Sirène, il est rebaptisé Gustave Zédé le 1er mai 1891, pour honorer la mémoire du père du sous-marin, qui vient de mourir.

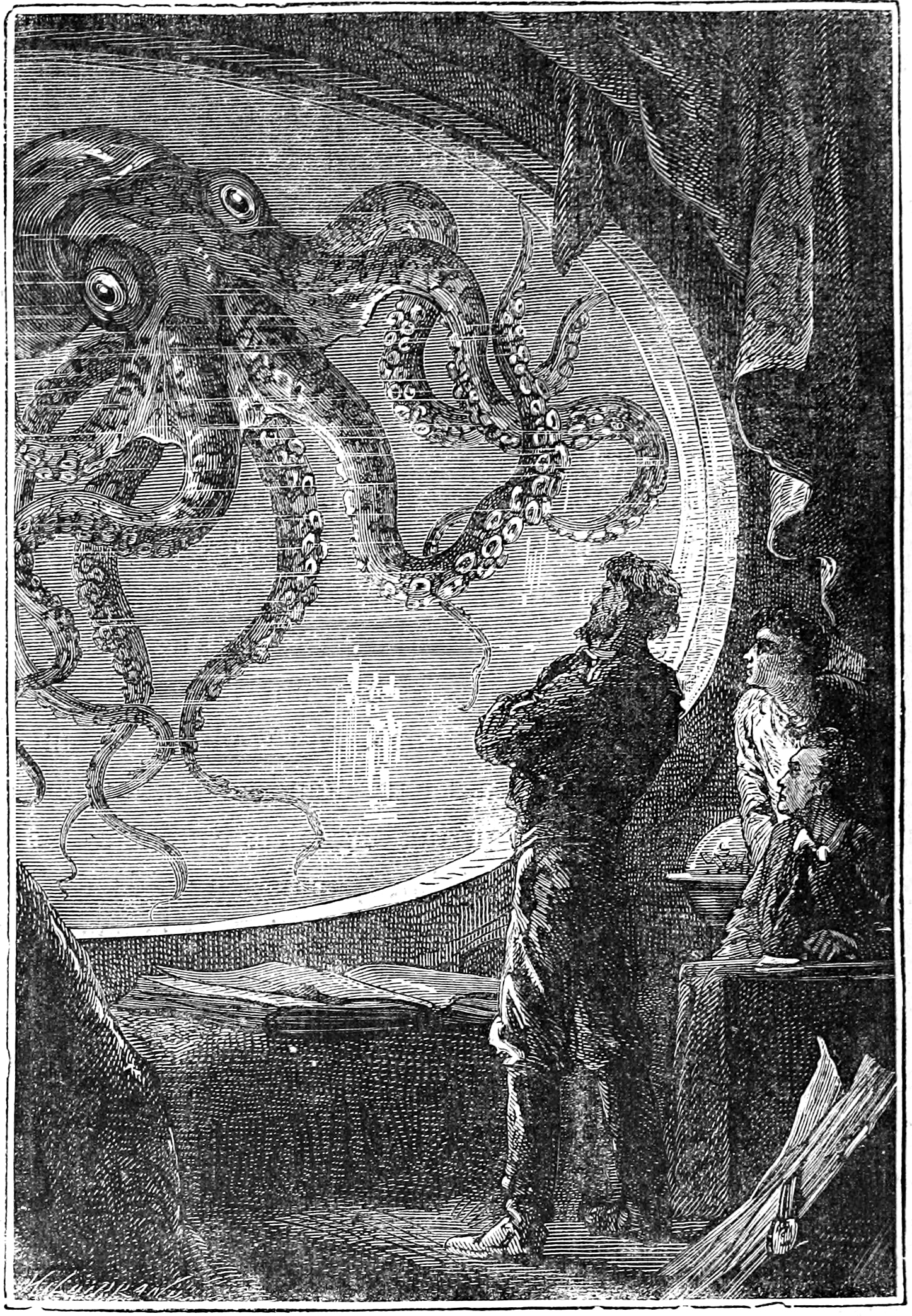
Le « Nautilus » de Jules Verne (1869).

Le deuxième Gustave Zédé  était aussi un sous-marin, de 1915 à 1937, à propulsion électrique. Lien externe avec les détails.
Un autre navire Gustave Zédé, troisième du nom, était plus récemment un ravitailleur de sous-marins basé à Toulon, en service de 1948 à 1971, ancien bâtiment allemand qui avait assuré le même service de 1934 à 1947 sous le nom de Saar (en) (U-boot Begleitschiff). Il a navigué en Manche (un peu), en Atlantique, des Îles Hébrides au Golfe de Guinée et partout en Méditerranée. Bâtiment de commandement (général André Beaufre) à Suez, il se porte aux secours des victimes d'Agadir et participe à l'évacuation des bases de Bizerte et Mers El-Kébir. Il a été coulé pour exercice par le sous-marin Doris le 26 février 1976. Il repose par 2 149 mètres de fond, au large de Marseille.

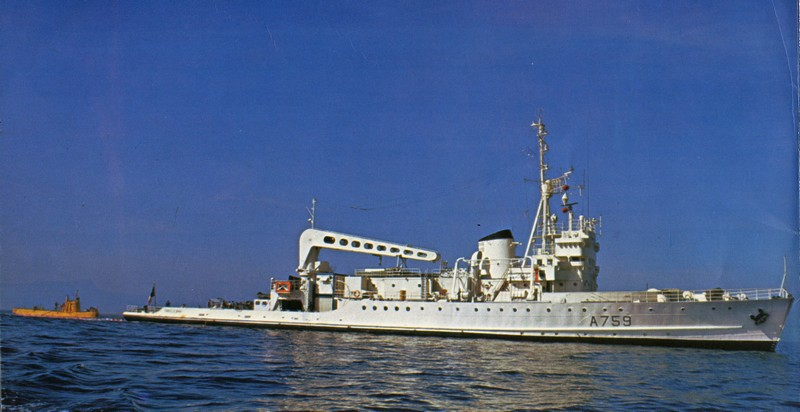
Le bathyscaphe Archimède et le Marcel Le Bihan, rebaptisé Gustave Zédé en 1978.

Le quatrième à porter ce nom est l'ancien aviso et dépanneur d'hydravions Marcel Le Bihan, ex-Greif allemand. Le 1er janvier 1978, le Marcel Le Bihan reprend le nom Gustave Zédé en 1978 car un aviso A 69, le  Second maître Le Bihan, entre en service en 1979. Bâtiment d'intervention sous-marine (BISM) en 1978, le Gustave Zédé est affecté au groupe d'interventions sous la mer (GISMER) comme bâtiment support d'un sous-marin d'exploration Shelf Diver. Entre 1979 et 1981, il subit une refonte pour lui permettre d'accueillir le sous-marin d'exploration Licorne. Il est désarmé en 1985 et coulé en 1990. Ce bâtiment était équipé d'un système de propulsion Voith-Schneider à pales verticales.
Le cinquième navire portant son nom est le dernier des quatre futurs bâtiments ravitailleurs de forces (BRF) de la Marine nationale, dont la mise en service est prévue pour 2029.

## Nom de voies publiques
Plusieurs villes de France ont donné son nom à une voie publique dont :
- la rue Gustave-Zédé, et à l'établissement scolaire de cette rue, dans le 16e arrondissement de Paris ;
- la rue Gustave-Zédé à Brest, Lorient, La Roche-sur-Yon, Lanester, Le Pradet,  (dans le quartier de La Garonne), Niort, Ploemeur, Plougastel-Daoulas, Toulon[9].

## Décorations
- Officier de la Légion d'honneur